# 无柄长叶假糙苏
无柄长叶假糙苏（学名：Paraphlomis lanceolata var. sessilifolia）为唇形科假糙苏属下的一个变种。

## 扩展阅读
- 維基物種上的相關：无柄长叶假糙苏